# Eva Pfaff
Eva Pfaff (Königstein im Taunus, 10 febbraio 1961) è un'ex tennista tedesca.

## Carriera
Fa il suo esordio tra le professioniste nel 1980 ed in carriera riesce a vincere cinque titoli nel doppio femminile oltre a raggiungere una finale nel singolare.
Nei tornei dello Slam ottiene come miglior risultato la finale degli Australian Open 1982 in coppia con Claudia Kohde dove viene sconfitta dal leggendario team Navrátilová-Shriver.
In Fed Cup gioca un totale di dieci match con la squadra tedesca vincendone nove.

## Statistiche

### Doppio

#### Vittorie (8)
| Legenda: Prima del 2009 | Legenda: Dal 2009     |
| ----------------------- | --------------------- |
| Grande Slam (0)         |                       |
| Ori Olimpici (0)        |                       |
| WTA Championships (0)   |                       |
| Tier I (0)              | Premier Mandatory (0) |
| Tier II (3)             | Premier 5 (0)         |
| Tier III (1)            | Premier (0)           |
| Tier IV & V (0)         | International (0)     |

| No. | Data             | Torneo                                 | Superficie  | Compagna             | Avversarie in finale                 | Punteggio     |
| 1.  | 27 luglio 1980   | WTA Austrian Open, Bregenz             | Terra rossa | Claudia Kohde Kilsch | Hana Mandlíková Renáta Tomanová      | W/O           |
| 2.  | 19 luglio 1981   | WTA Austrian Open, Bregenz (2)         | Terra rossa | Claudia Kohde Kilsch | Elizabeth Little Yvonne Vermaak      | 6–4, 6–3      |
| 3.  | 27 febbraio 1983 | Virginia Slims of California, Oakland  | Sintetico   | Claudia Kohde Kilsch | Rosie Casals Wendy Turnbull          | 6–4, 4–6, 6–4 |
| 4.  | 12 aprile 1987   | Family Circle Cup, Hilton Head         | Terra verde | Mercedes Paz         | Zina Garrison Lori McNeil            | 7–6, 7–5      |
| 5.  | 14 febbraio 1988 | Virginia Slims of Dallas, Dallas       | Cemento     | Lori McNeil          | Gigi Fernández Zina Garrison         | 2–6, 6–4, 7–5 |
| 6.  | 17 aprile 1988   | MPS Group Championships, Amelia Island | Terra verde | Zina Garrison        | Katrina Adams Penny Barg             | 4–6, 6–2, 7–6 |
| 7.  | 19 giugno 1988   | AEGON International, Eastbourne        | Erba        | Elizabeth Smylie     | Belinda Cordwell Dianne van Rensburg | 6–3, 7–6      |
| 8.  | 14 ottobre 1990  | Open di Zurigo, Zurigo                 | Sintetico   | Manon Bollegraf      | Catherine Suire Dianne van Rensburg  | 7–5, 6–4      |